# Claudine Beccarie
Claudine Beccarie (née le 14 juin 1945 à Créteil) est une actrice française de cinéma, connue notamment pour ses rôles dans des films érotiques ou pornographiques, active dans les années 1970.

## Biographie
Claudine Beccarie obtient un CAP d'employée de bureau avant de fuguer à l'âge de quinze ans du domicile familial. Elle passe ensuite quatre années dans une maison de redressement, puis se marie en 1965 et divorce deux ans plus tard. Elle part alors pour l’Espagne où elle devient entraîneuse dans une boîte de nuit et prostituée,. Elle apparaît également sur les chaines de télévision espagnoles pour quelques programmes.
Elle revient en France en 1972  et obtient des rôles de figuration dans Le Grand Blond avec une chaussure noire d'Yves Robert, L'Héritier de Philippe Labro ou Le Concierge de Jean Girault. Elle apparaît également dans une vingtaine de films érotiques, Le Journal érotique d'un bûcheron (1973) de Jean-Marie Pallardy ou Le Pied (1974) de Pierre Unia.
En 1975, le réalisateur Jean-François Davy en fait la vedette du fameux Exhibition, documentaire sur la vie publique et privée d'une porno-star. Sorti le 25 juin, le film remporte un énorme succès en salles notamment grâce à une scène de masturbation qui vaudra à Claudine Beccarie la célébrité. Bertrand Blier fera appel à elle pour jouer dans la scène introductive de son film Calmos (1975). Elle devient ainsi la première star du cinéma pornographique français, jusqu'en 1978, date à laquelle elle arrête sa carrière pour s'occuper d'un élevage d'oies en Bretagne.

## Filmographie partielle
- 1972 : Cake Orgy de Lasse Braun
- 1972 : Un homme libre de Roberto Muller
- 1973 : Un ange au paradis, de Jean-Pierre Blanc
- 1973 : France société anonyme d'Alain Corneau
- 1973 : Les Gourmandises de Guy Pérol
- 1974 :  Black Love de José Benazeraf
- 1974 : L'Amour aux trousses de Jean-Marie Pallardy
- 1974 : L'important c'est d'aimer d'Andrzej Żuławski
- 1974 : Club privé pour couples avertis de Max Pécas
- 1974 : Le Journal érotique d'un bûcheron de Jean-Marie Pallardy
- 1974 : Les Couples du bois de Boulogne de Christian Gion (réalisé sous le pseudonyme de Bernard Legrand)
- 1974 : Les Charnelles de Claude Mulot
- 1974 : Les Tripoteuses de Lucien Hustaix
- 1974 : Lèvres de sang, ou Suce moi Vampire de Jean Rollin
- 1974 : La Gueule de l'emploi de Jacques Rouland
- 1974 : La Bonzesse de François Jouffa
- 1974 : L'Amour pas comme les autres ou "Les enjambées" de Jeanne Varoni ou Jeanne Chaix
- 1974 : L'Amour à la bouche de Gérard Kikoïne
- 1974 : Q (alias Au plaisir des dames) de Jean-François Davy
- 1974 : La Fille à l'envers de Serge Roullet
- 1974 : La Kermesse érotique de Raoul André (sous le pseudonyme de Jean Le Vitte)
- 1974 : Tamara ou Comment j'ai enterré ma vie de jeune fille de Michel Berkowitch
- 1975 : Le Pied de Pierre Unia
- 1975 : Les Deux Gouines ou Victoire & Isabelle, José Bénazéraf
- 1975 : Draguse ou le manoir infernal de Patrice Rhomm
- 1975 : L'Amour aux trousses de Jean-Marie Pallardy
- 1975 : Change pas de main, Paul Vecchiali
- 1975 : Femmes impudiques de Claude Pierson
- 1975 : Exhibition, Jean-François Davy
- 1975 : Les Jouisseuses de Lucien Hustaix
- 1975 : Liaisons perverses (ou Le Désir satisfait ou Objectivement Votre) de Jean-Paul Savignac
- 1975 : Les Joyeuses de Jacques Otmezguine
- 1975 : Les Théâtres érotiques de Paris de  Robert Hughe (Robert de Nesle)
- 1975 : La Bête à plaisir d'Eddy Matalon
- 1975 : Couche-moi dans le sable et fais jaillir ton pétrole, de Norbert Terry
- 1975 : Godefinger ou certaines chattes n'aiment pas le mou de Jean-Pierre Fougéa
- 1975 : Les Chevaliers de la croupe d'Eddy Naka alias Francis Ledoyen
- 1975 : L'Archisexe de Patrice Rhomm
- 1975 : Émilienne de Guy Casaril
- 1975 : Spasms of the Opera / Spasme Opéra de Noël Simsolo (sous le pseudonyme de "Max Eaton")
- 1975 : La Fureur sexuelle de Daniel Daërt
- 1975 : Hard Love ou La Vie sentimentale de Walter Petit de Serge Korber
- 1975 : Prostitution clandestine d'Alain Payet
- 1975 : Les Acharnées du sexe de Joseph van Houten
- 1976 : Les Pornocrates ou Plainte contre X de Jean-François Davy
- 1976 : Calmos de Bertrand Blier
- 1976 : Soupirs profonds de Michel Caputo
- 1976 : Et si tu n'en veux pas de Jacques Besnard
- 1976 : Les Bijoux de famille ou Les Membres de la famille de Lasse Braun
- 1976 : Inhibition de Paolo Poeti
- 1976 : Maîtresse à tout faire (Calde labbra) de Demofilo Fidani (comme Danilo Dani)
- 1976 : La Grande Extase de Patrice Rhomm
- 1976 : L'Hippoptamours de Christian Fuin
- 1976 : L'Essayeuse de Serge Korber
- 1976 : La Grande Culbute d'Yves Prigent ou Le Festival du Plaisir/Le Feu au Cul
- 1977 : Nathalie d'Alain Payet
- 1977 : Erotiki Yperentasi d'Illias Mylonakas
- 1977 : Train spécial pour Hitler d'Alain Payet
- 1977 : Elsa Fräulein SS de Patrice Rhomm
- 1978 : Nathalie dans l'enfer nazi d'Alain Payet
- 1979 : Exhibition 79 de Jean-François Davy
- 1979 : Amoureuse volcanique de Jean-Marie Pallardy
- 1980 : La petite Caroline aime les grandes sucettes de Michel Caputo
- 1982 : Les Bachelières en chaleur de Jean Luret